# 久留米警察署
久留米警察署（くるめけいさつしょ）は、福岡県警察が管轄する警察署の一つで、筑後地区に属する。

## 概要
署長の階級は警視正で、身分は国家公務員（地方警務官）。
管内には指定暴力団の道仁会の本部がある。博多の中洲、北九州の堺町（鍛冶町）とともに福岡県内で三大歓楽街の一つに挙げられる久留米文化街が所在する。

## 所在地
- 福岡県久留米市東櫛原町1002番地の2
福岡県道46号久留米停車場線「通町4丁目」信号交差点を北折し約700m。「東櫛原町」信号交差点近く。久留米市消防本部の裏。

## 管轄区域
- 久留米市（うきは警察署の管轄区域を除く。）

## 沿革

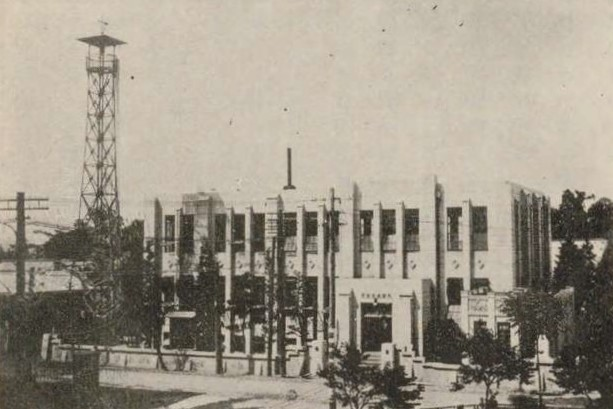
1925年に建てられた2代目の久留米警察署庁舎。

- 1872年（明治5年）3月 - 三潴県庁（久留米両替町の旧久留米藩御使者屋）に聴訟課を新設。
- 1875年（明治8年）2月12日 - 櫛原町に三潴県警察署を開設。
- 1876年（明治9年）8月21日 - 三潴県の福岡県編入・消滅に伴い、久留米警察署となる。管轄は、御井郡、御原郡、山本郡、竹野郡、生葉郡、上妻郡、下妻郡の7郡と三潴郡の一部を直轄区域とし、久留米、八丁島、飯田、松崎、吉井、田主丸、羽犬塚、城島、黒木に分署を設置。
- 1925年（大正14年）9月26日 - 久留米市城南町に庁舎新築移転。
- 1948年（昭和23年）3月7日 - 旧警察法施行に伴い自治体警察の久留米市警察署となり、管轄区域が久留米市のみとなる。
- 1954年（昭和29年）7月1日 - 改正警察法施行により県警察が発足し、福岡県久留米警察署となる。
- 1967年（昭和42年）2月1日 - 城島警察署管内の三潴郡筑邦町が久留米市に編入。同町域を久留米署管内に編入。
- 1967年（昭和42年）4月1日 - 北野警察署（現在の小郡警察署）管内の三井郡善導寺町が久留米市に編入。同町域を久留米署管内に編入。
- 1993年（平成5年）11月29日 - 現庁舎新築。
- 2003年（平成15年）5月 - 西鉄久留米駅前交番新設。
- 2003年（平成15年）8月27日 - 県下全域交番駐在所再編により、小頭町、諏訪野、瀬ノ下、高良内交番及び野中、宮瀬、小森野、梅満、安武、荒木、坂の上、山川、山本、大橋駐在所の計14箇所を廃止（統廃合）し、大善寺、善導寺駐在所を交番化、白口駐在所を荒木駅前交番に変更。
- 2010年（平成22年）4月1日 - 福岡県警察署再編により、城島警察署を統合。小郡警察署より久留米市旧北野町域を移管[1]。

## 組織
副署長のほかに警視相当職として会計・生活安全・刑事・交通・地域の5管理官を課長の上に置く。
- 総務第一課
- 総務第二課
- 警察安全相談課
- 会計課
- 留置管理課
- 生活安全課
- 少年課
- 刑事第一課
- 刑事第二課
- 刑事第三課
- 組織犯罪対策課
- 交通第一課
- 交通第二課
- 警備課
- 地域第一課
- 地域第二課
- 地域第三課

## 交番
| 名称               | 読み                       | 所在地                         |
| ------------------ | -------------------------- | ------------------------------ |
| 東櫛原交番         | ひがしくしはら             | 久留米市東櫛原町1428番地1      |
| JR久留米駅前交番   | ジェイアールくるめえきまえ | 久留米市城南町4番1号           |
| 日吉町交番         | ひよしまち                 | 久留米市東町26番地             |
| 西鉄久留米駅前交番 | にしてつくるめえきまえ     | 久留米市東町72番               |
| 西町交番           | にしまち                   | 久留米市南2丁目1番11号         |
| 国分交番           | こくぶ                     | 久留米市国分町719番地          |
| 御井町交番         | みいまち                   | 久留米市御井町606番地1         |
| 合川交番           | あいかわ                   | 久留米市合川町310番地          |
| 上津町交番         | かみつまち                 | 久留米市上津町1923番地7        |
| 荒木駅前交番       | あらきえきまえ             | 久留米市荒木町白口3001番地50   |
| 大善寺交番         | だいぜんじ                 | 久留米市大善寺町夜明1058番地6  |
| 玉満交番           | たまみつ                   | 久留米市三潴町玉満2386番地2    |
| 城島警部交番       | じょうじま                 | 久留米市城島町大依371番地2     |
| 善導寺交番         | ぜんどうじ                 | 久留米市善導寺町飯田387番地の2 |
| 北野交番           | きたの                     | 久留米市北野町今山468番地5     |

## 駐在所
| 名称         | 読み           | 所在地                        |
| ------------ | -------------- | ----------------------------- |
| 八丁島駐在所 | はっちょうじま | 久留米市宮ノ陣町若松2371番地3 |
| 長門石駐在所 | ながといし     | 久留米市長門石4丁目5番22号    |
| 草野駐在所   | くさの         | 久留米市草野町草野340番地2    |
| 青木島駐在所 | あおきしま     | 久留米市城島町青木島62番地1   |